# Spectrofotometrie

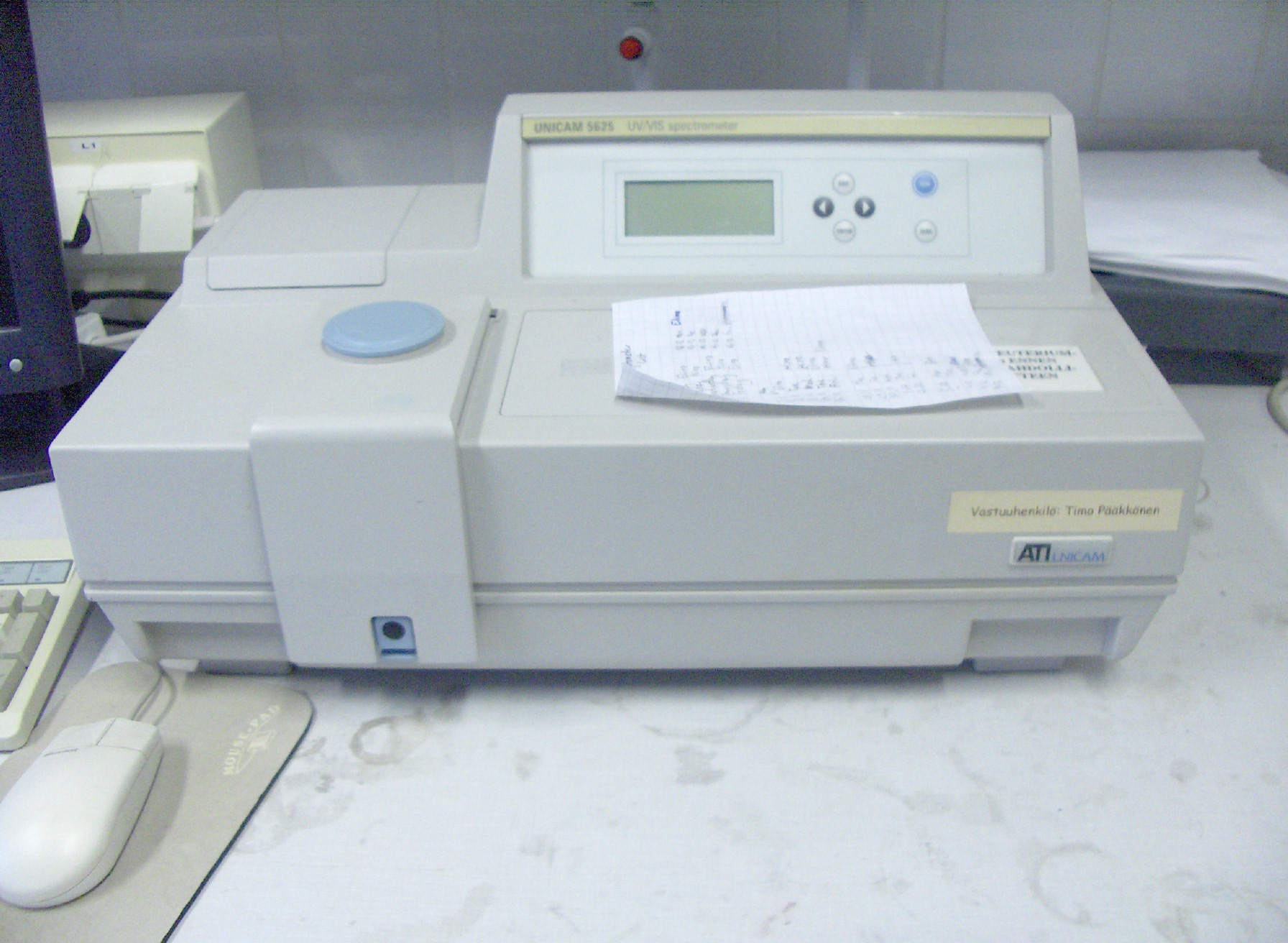
Un spectrofotometru

Spectrofotometria este o ramură a spectroscopiei cu aplicații în chimia analitică, în special în analiza cantitativă. Se ocupă cu determinarea cantitativă a proprietăților de reflexie sau de transmisie ale unei substanțe în funcție de lungimea de undă. Face parte din spectroscopia electromagnetică, iar radiațiile electromagnetice folosite în această tehnică analitică sunt radiațiile din spectrul vizibil (VIS), ultraviolet apropiat (UV) și infraroșu apropiat (IR).